# Jack Schaefer
Œuvres principales
- Shane (1949)

Jack Schaefer, né le 19 novembre 1907 et mort le 24 janvier 1991, est un écrivain américain. Il est l'auteur de Shane, dont est adapté le film L'Homme des vallées perdues.

## Adaptation
- 1953 : L'Homme des vallées perdues (Shane)  de George Stevens avec  Alan Ladd dans le rôle de Shane.
- 1953 : Le Fouet d'argent de Harmon Jones avec Robert Wagner.
- 1956 :  La Loi de la prairie de Robert Wise avec James Cagney.
- 1957 :  Femme d'Apache de Charles Marquis Warren avec  Joel McCrea et Barbara Stanwyck.
- 1964 : Le Bataillon des lâches (film, 1964) de George Marshall (réalisateur) avec Glenn Ford, Stella Stevens et Melvyn Douglas.
- 1970 : Monte Walsh de William A. Fraker avec Lee Marvin dans le rôle titre.
- 2003 : Monte Walsh (en) de Simon Wincer avec Tom Selleck dans le rôle titre.